# Link (facteur d'orgues)
Pour les articles homonymes, voir Link.

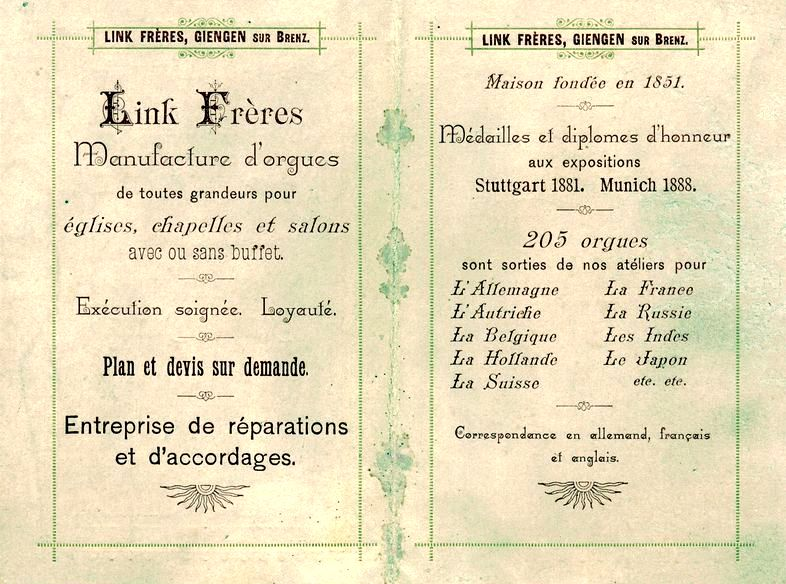
prospectus en français de Link

Depuis sa Fondation en 1851 par les frères jumeaux Link (Paul (1821-1891) et Johannes (1821-1872)), la manufacture d'orgue Link a construit plus d'un millier d'instruments. Cette manufacture allemande se situe à Giengen an der Brenz. Une filiale a également été présente en Belgique (à Jambes) et était dirigée de 1897 à 1912 par Franz-Xavier Wetzel (un élève de Link), faisant venir toutes les pièces de ses orgues de Giengen.

## Les dirigeants successifs de la manufacture
- Paul et Johannes Link (1851-1872)
- Paul Link (1872-1891)
- Wilhelm Eugen Link (1891-1938), fils de Paul Link. Il était alors associé à son cousin Christian, le fils de Johannes Link.
- Helmut Bornefeld (1938 à 1977)
- Raimar Galter (1977 à 2006)
- Thomas Wohlleb (aujourd'hui)

## Historique et esthétique
Tout d'abord élèves de Blasius Braun, facteur d'orgues à Spaichingen, les frères Paul et Johannes Link travaillèrent dans l'atelier d'Walcker, illustre représentant de la facture d'orgue germanique installé à Ludwigsbourg. Les deux frères s'installent à leur compte en 1851 à Giengen, ville où la manufacture réside toujours. Si elles sont certes romantiques, les premières orgues sorties des ateliers Link restent fortement imprégnées de la tradition classique.
Lors du décès de Johannes Link en 1872, son fils Christian Heinrich (né le 8 septembre 1854) ainsi que le fils de Paul, Wilhelm Eugen (né le 29 novembre 1855), travaillaient déjà pour leurs pères. L'un et l'autre se perfectionnèrent : Christian dans le nord de l'Europe et Wilhelm Eugen en France et en Angleterre. À la mort de Paul Link en 1891, ils reprirent officiellement la direction de l'entreprise, tout en gardant l'appellation "Gebrüder Link". En effet, les deux cousins Christian et Eugen avaient déjà impulsé de nouvelles énergies au sein de la manufacture. C'est dès 1886 que Gebrüder Link connait une activité décuplée, en commençant par la construction d'un instrument à la cathédrale de Bombay, sous l'archiépiscopat de Leo Meurin, né à Berlin. De 1887 à 1914, on comptera 484 instruments sortis des ateliers.
Durant cette période, l'esthétique de la maison s'affirme postromantique, utilisant à partir de 1892 la traction pneumatique. Ils construisent alors deux de leurs chefs-d'œuvre : l'orgue de la cathédrale de Mirepoix (1891) et l'instrument qui remplace leur opus 1 à Giengen (1906), tout en s'exportant en Amérique du Sud ou en Chine.
La guerre vient hélas contrer l'esprit conquérant de la société.
Christian Link prend sa retraite en 1921 et meurt en 1926. Eugen Link tient les rênes de l'entreprise jusqu'en 1938, secondé par son fils aîné Rheinhold (né le 2 janvier 1888). Le premier meurt en 1940, le second en 1946. Il laisse la direction à son beau-fils Friedrich Schmidt. C'est alors que la venue d'Helmut Bornefeld en tant que directeur artistique vient changer la donne. Il impulse un renouveau dans les années 1960, changeant immédiatement l'esthétique qui devient néo-baroque.
Le chef d'entreprise suivant, Raimar Galter, revient à une esthétique plus postromantique. Aujourd'hui, la firme Gerbrüder Link est dirigée par Thomas Wollheb.

Barre d'adresse et numéro d'opus de l'orgue de l'église Saint-Joseph de Charleroi
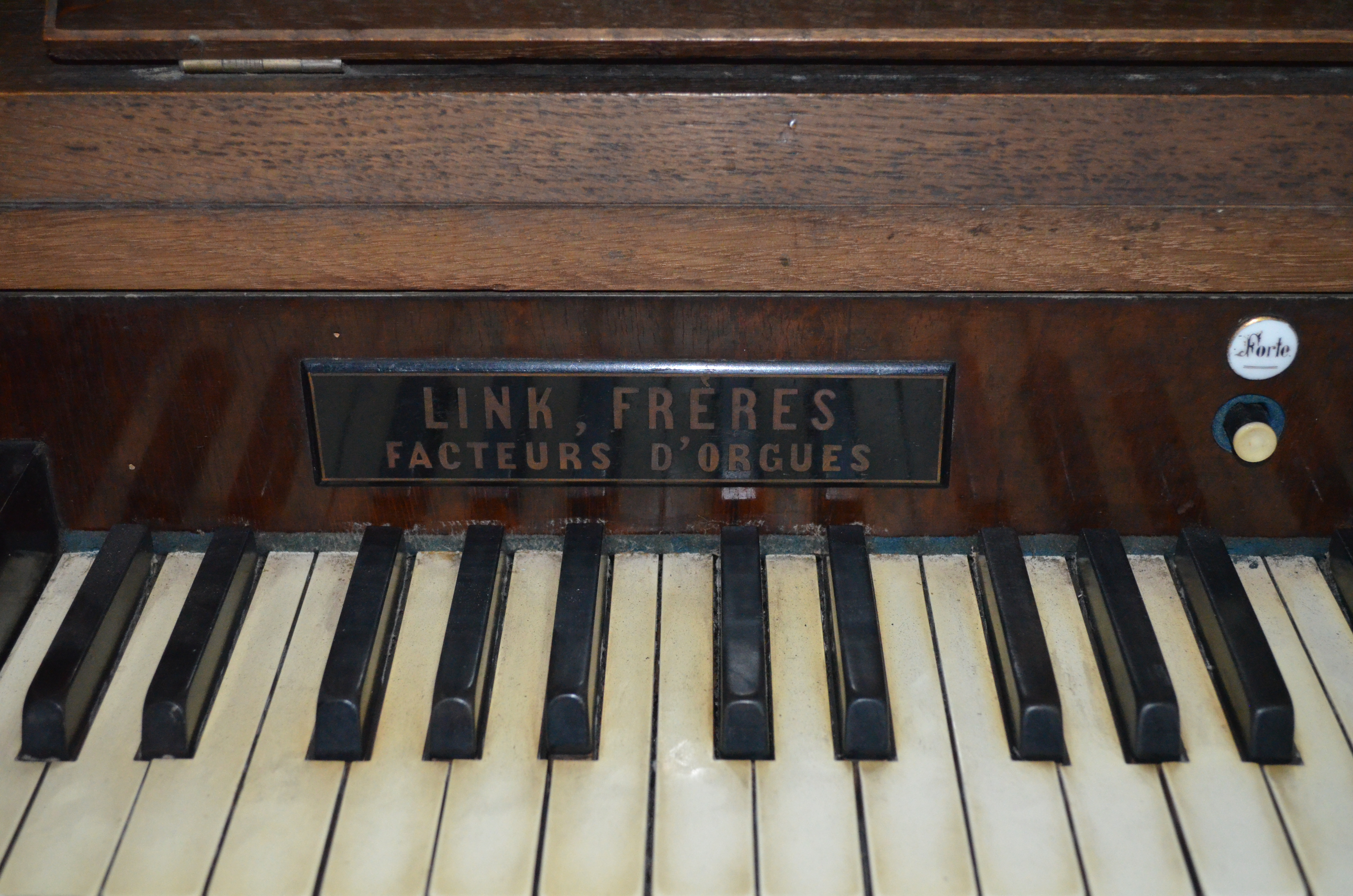
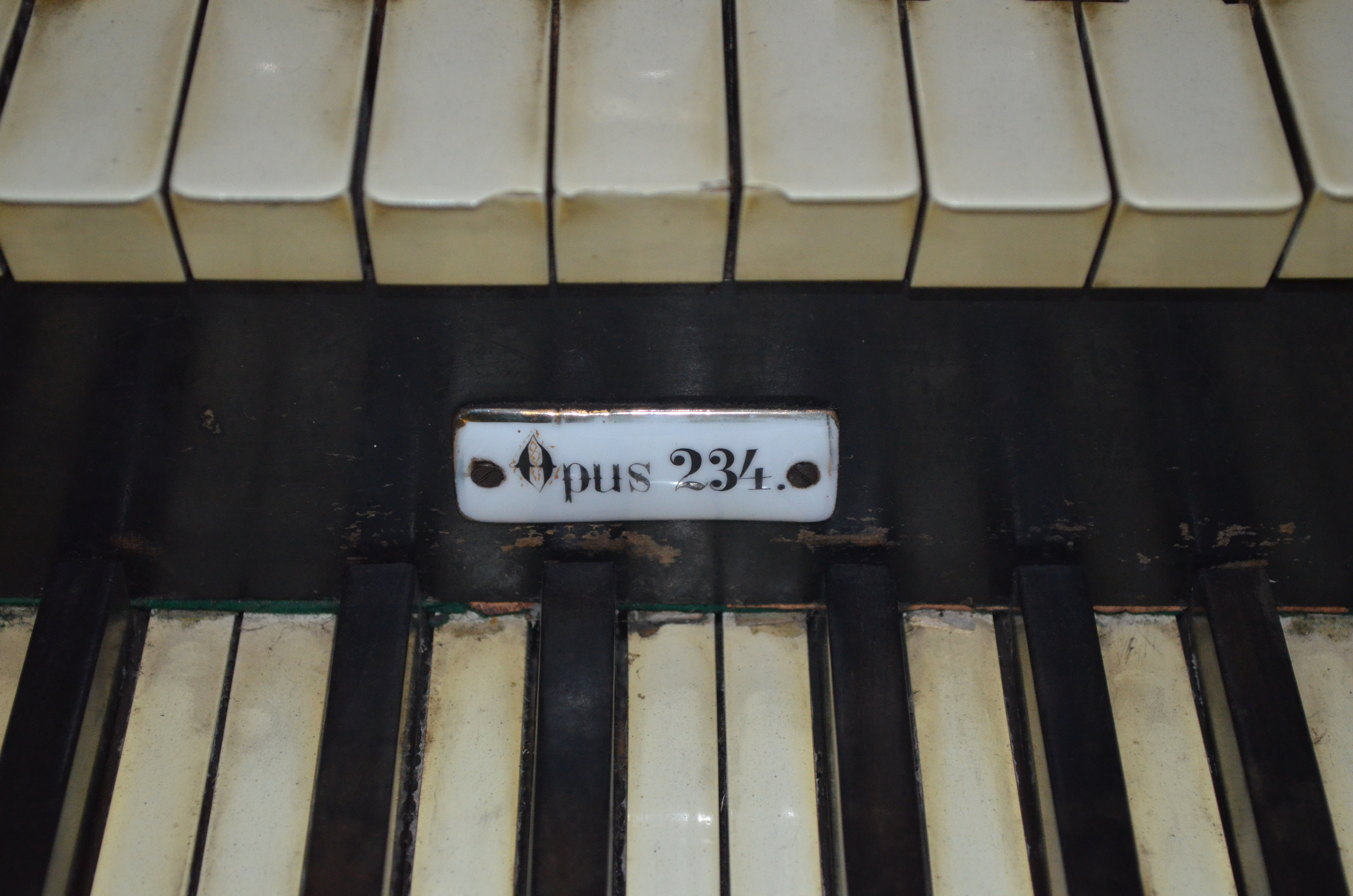

## Instruments notables réalisés par la maison Link

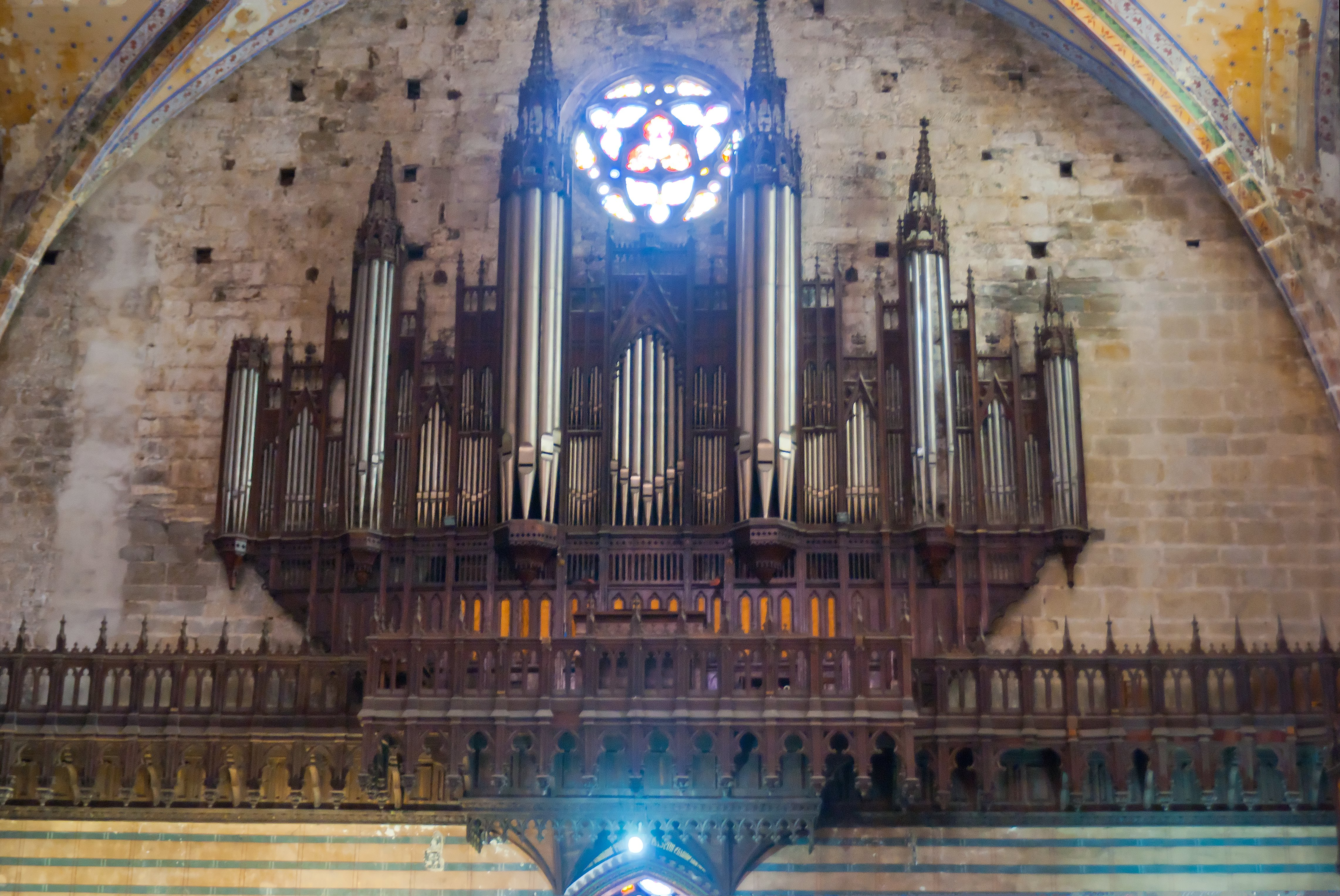
L'orgue Link de la cathédrale de Mirepoix (Ariège, France)

- Opus 171: Mirepoix (France), Ancienne cathédrale Saint-Maurice, construit en 1891 - 40 jeux/3 claviers.
- Opus 219: Paris (France), paroisse protestante luthérienne de l'Ascension, construit en 1894.
- Opus 308: Mesvin (Belgique), église Saint-Vincent, construit en 1899 - 24 jeux/2 claviers expressifs de 61 notes.
- Opus 430: Verviers (Belgique), église Saint-Antoine, construit en 1905 - 30 jeux/2 claviers.
- Opus 450: Giengen an der Brenz (Allemagne), église évangélique, construit en 1906 - 51 jeux/3 claviers. Restauré en 1977.
- Opus 535: Ulm, église Saint-Paul, construit en 1910 - 58 jeux/3 claviers.
- Opus 593: Andernach, Mayen-Koblenz (Allemagne), Evangelisch Christuskirche, construit en 1914 - 36 jeux/3 claviers. Restauré en 1997.
- Bad Wurzach (Allemagne), église Sainte-Vérène, construit en 2004 - 36 jeux/3 claviers.

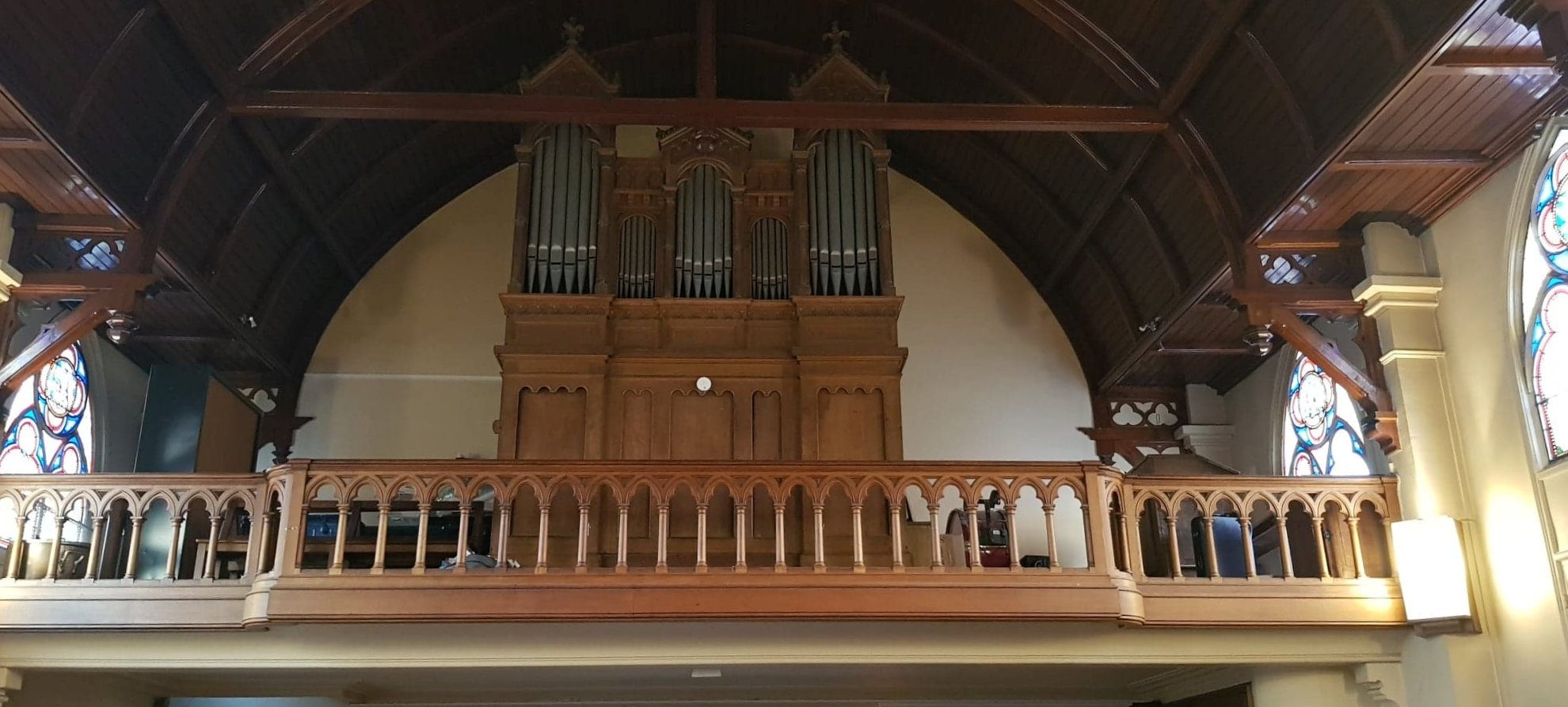
L'orgue Link de la paroisse protestante luthérienne de l'Ascension (Paris, France)

## Discographie sélective sur des orgues Link
| Orgue utilisé               | Titre/compositeur(s)                       | Organiste         | éditeur (année)         |
| --------------------------- | ------------------------------------------ | ----------------- | ----------------------- |
| Giengen an der Brenz (1906) | Max Reger-Organ Works-Vol.1                | Bernard Haas      | Naxos (1996)            |
| Giengen an der Brenz (1906) | M. Reger, Drei Choralphantasien Op.52      | Christoph Bossert | Organum Classics (2006) |
| Giengen an der Brenz (1906) | J.S. Bach - M. Reger - C. Franck - J. Cage | Christoph Bossert | Organum Classics (2001) |
| Giengen an der Brenz (1906) | J. Brahms, Complete Organ Works            | Kay Johannsen     | Ars Musici (1996)       |
| Mirepoix (1891)             | M.Reger - J.G.Rheinberger - R.Wagner       | Stéphane Bois     | AAOM (2005)             |